# Papoušek patagonský
Papoušek patagonský (Cyanoliseus patagonus) je druh papouška z Jižní Ameriky.
Vyskytuje se v Patagonii, tedy jižní části Jižní Ameriky, konkrétně v Argentině a částečně také v Chile. Rozlišují se čtyři poddruhy:
- papoušek patagonský chilský (Cyanoliseus patagonus bloxami)
- papoušek patagonský severní (Cyanoliseus patagonus andinus)
- papoušek patagonský jižní (Cyanoliseus patagonus patagonus)
- Cyanoliseus patagonus conlara

Žije na travnatých a křovinatých pláních, typicky poblíž řek. Vzhledem k oblasti výskytu se uzpůsobil tak, že nehnízdí v dutinách stromů, nýbrž v dutinách vápencových či pískovcových skal a v březích vytvořených norách o délce až 2,5 metrů.
Papoušek patagonský žije v trvalých párech, hnízdění přitom probíhá ve velkých koloniích. Samice snáší dvě až osm vajec. Mláďata se líhnou po 18 až 31 dnech. O mláďata se starají oba rodiče, a to přibližně rovnoměrně.
Živí se hlavně semeny rostlin.
Váží 250, resp. 270 až 300 gramů. Dožívá se dvaceti až třiceti let.

## Chov v zoo
Papoušek patagonský byl v říjnu 2019 chován ve více než 120 evropských zoo, z toho nejvíce v Německu. V rámci Česka je v tu dobu chovaly tři zoologické zahrady (a ještě zoopark v Tuchořicích):
- Zoo Brno
- Zoo Hluboká
- Zoo Praha

Zoo Sedlec
Na Slovensku je chován v Zoo Bojnice.

### Chov v Zoo Praha
Zoo Praha chovala tento druh prvně v 50. letech 20. století. Od roku 2015 chová poddruh papoušek patagonský chilský, který se vyskytuje na malém území a na rozdíl od celého druhu je kriticky ohrožený. Zmíněný poddruh není k vidění v žádné jiné české zoo. Ke konci roku 2018 byl chován samec a čtyři samice. Od konce září 2019 jsou vystavováni dva jedinci v průchozí voliéře Podhůří jižních And u Rákosova pavilonu v dolní části zoo. Čtyři mláďata se vylíhla v dubnu 2020 a další čtyři i v květnu téhož roku.